# Louise Kaulich-Lazarich
Aloisia Elisabetha Kaulich-Lazarich, genannt Louise bzw. Luise (14. Januar 1855 in Wien – 28. April 1939 ebenda) war eine österreichische Opernsängerin der Stimmlage Mezzosopran. Sie gehörte dreißig Jahre zum Ensemble der Wiener Hofoper.

## Leben, Werk
Louise Kaulich-Lazarich war die Tochter des Komponisten und Kapellmeisters Josef Kaulich (1827–1901) und dessen zweiter Ehefrau Dorothea Aloysia Josepha Mayer (1830–1898). Sie studierte am Konservatorium der Gesellschaft der Musikfreunde Klavier (1871–1873) und Gesang (1873–1876). Ihre Gesangslehrerin war die bekannte Mezzosopranistin und Pädagogin Mathilde Marchesi de Castrone.
Direktor Franz von Jauner verpflichtete sie 1874 an die Wiener Hofoper, an der sie ab 1876 als Solosängerin wirkte. Sie sang große, mittlere und kleine Partien und zählte zu den meistbeschäftigten Künstlerinnen des Hauses. Sie trat in mehr als hundert Rollen auf, stets bereit, für indisponierte Kolleginnen einzuspringen. Am häufigsten übernahm sie die Mamma Lucia in Cavalleria rusticana, Frau Marthe in Margarethe, die Frasquita in Carmen, die Mary in Der fliegende Holländer und die Knusperhexe in Hänsel und Gretel. In Humperdincks Märchenoper war sie alternativ auch als Gertrud besetzt. 
Ihr komödiantisches Talent konnte sie als Frau Reich in Die lustigen Weiber von Windsor unter Beweis stellen. Sie sang an der Wiener Hofoper weiters Magdalene in Die Meistersinger von Nürnberg sowie Ludmila/Katinka und Agnes in Die verkaufte Braut. Sie trat auch in Operetten auf und in einer Reihe heute unbekannter komischer Opern, beispielsweise in Aubers Le domino noir, Flotows Martha oder in Thomas Koschats Singspiel Am Wörthersee. In Viktor Nesslers damals höchst populärer Oper Der Trompeter von Säckingen war sie als geschiedene Gemahlin des Grafen von Wildenstein besetzt.

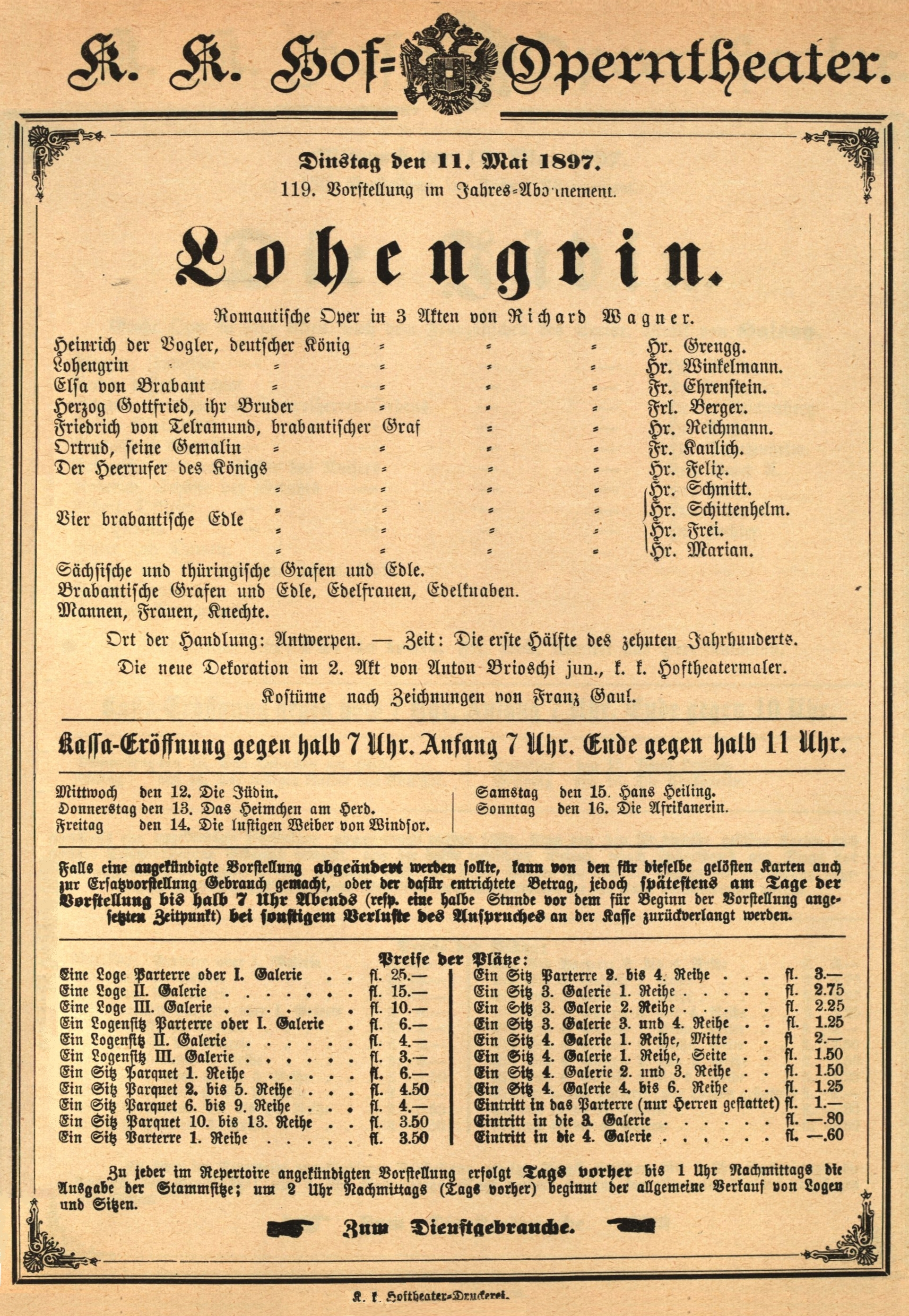
Mahlers erstes Dirigat an der k. k. Hofoper (mit Louise Kaulich-Lazarich als Ortrud)

Zu ihren Mozart-Partien zählten u. a. Zweite und Dritte Dame in Die Zauberflöte, Dorabella in Così fan tutte, Marcellina, aber auch die Gräfin, in Le nozze di Figaro, eine Sopranpartie. Als Einspringerin übernahm sie auch weitere Sopranrollen, beispielsweise die Agathe in Der Freischütz oder die Selica in Die Afrikanerin.
Einen weiteren Schwerpunkt ihres Repertoires bildeten Belcanto und Verdi. Sie war als Hedwig in Rossinis Wilhelm Tell, als Teresa in Bellinis La sonnambula und als Martha in Donizettis Linda di Chamounix besetzt. Zu ihren Verdi-Partien zählten Amneris und Azucena, Emilia in Otello, Flora Bervoix in La traviata, Ulrica in Ein Maskenball sowie vier Partien in Rigoletto (Giovanna, Gräfin Ceprano, Maddalena und Page der Herzogin). Im französischen Repertoire übernahm sie Rollen in Der Postillon von Lonjumeau, Louise, Roméo et Juliette sowie in den drei Meyerbeer-Opern Die Hugenotten, Der Prophet und Die Afrikanerin.
Als Gustav Mahler am 11. Mai 1897 an der Hofoper debütierte und Wagners Lohengrin dirigierte, war Louise Kaulich-Lazarich die Ortrud. Insgesamt verkörperte sie 46-mal diese intrigante Opernfigur. Sie übernahm auch die Brangäne in Tristan und Isolde und konnte aufgrund ihrer Vielseitigkeit in allen Teilen des Ring des Nibelungen eingesetzt werden – in Das Rheingold als Floßhilde und Erda, in Die Walküre als Fricka und in drei verschiedenen Walküren-Partien, in Siegfried als Erda und in Götterdämmerung als Flosshilde und als eine der drei Nornen. 
Louise Kaulich-Lazarich wirkte in mehreren Uraufführungen mit, beispielsweise in zwei Werken von Sigismund Bachrich, in der Fata Morgana von Joseph Hellmesberger junior und in Carl Goldmarks Merlin am 19. November 1886. In späteren Aufführungen der Uraufführungsinszenierung von Goldmarks Oper Die Königin von Saba übernahm sie die Rolle der Astaroth, der Sklavin der Königin.
Am 31. Jänner 1906 nahm sie als Mrs. Quickly in Verdis Falstaff Abschied von der Bühne. Als Konzert- und Oratoriensängerin trat sie noch bis 1911 auf.

## Persönliches
Louise Kaulich heiratete am 23. Jänner 1877 den Bankbeamten Alexius Arthur Lazarich (1852–1910). Aus der Ehe entstammte die Tochter Elisabeth Josefine Luise (verh. Klunzinger, * 1877 Wien, † 1939 Wien).